# Campionati italiani juniores di atletica leggera 2020
I LXIII Campionati italiani juniores di atletica leggera 2020 si sono svolti dal 18 al 20 settembre a Grosseto, in Toscana.
La fase di cross in programma per il 13 e 14 marzo 2020 a Campi Bisenzio alla Festa del Cross 2020 fu annulata per la Pandemia di COVID-19.

## Norme eccezionali
In via del tutto eccezionale, secondo norme Fidal più volte aggiornate, causa emergenza COVID-19, per la sola stagione agonistica 2020 sono stati indetti i Campionati Italiani Individuali Juniores e Promesse e a Squadre (per le società civili) Under 23 maschili e femminili, che si sono svolti in due Prove abbinate ai Campionati Italiani Individuali su Pista e al Campionato Italiano "Festa dell'Endurance".

## Minimi di qualificazione
Per le stesse misure eccezionali, furono essere ammessi gli atleti che al 31 dicembre 2019 avevano ottenuto il minimo di partecipazione (e quindi per accredito e variò il numero dei partecipanti per singola gara, ad esempio gli ammessi ai 100 metri maschili furono 37) ai Campionati Italiani Individuali (anche indoor) Juniores e Promesse 2019. Gli atleti Juniores o Promesse al primo anno di categoria nel 2020 potevano comunque essere ammessi, purché nel corso del 2019 avessero conseguito un risultato pari o migliore rispettivamente del minimo di partecipazione ai Campionati Italiani Allievi o Juniores 2019.

## Risultati

### Corsa Campestre, 13-14 marzo a Campi Bisenzio
- Annullata per la Pandemia di COVID-19

### Uomini
| Specialità                                                                              | Oro                                                                                   | Prestazione        | Punti              | Argento                                                                             | Prestazione        | Punti              | Bronzo                                                                                            | Prestazione        | Punti              |                    |
| Corse                                                                                   |                                                                                       |                    |                    |                                                                                     |                    |                    |                                                                                                   |                    |                    |                    |
| 100 m                                                                                   | Abdou Nourou Guene Atl. Vicentina                                                     | 10"57 (+1,1 m/s)   | 943.00             | Leonardo Porcu SS Atl Oristano                                                      | 10"68              | 909.00             | Enrico Sancin Trieste Atletica                                                                    | 10"68              | 909.00             |                    |
| 200 m                                                                                   | Edoardo Luraschi Atl. O.S.A. Saronno Lib.                                             | 21"66 (-0,6 m/s)   | 902.00             | Francesco Domenico Rossi Geas Atletica                                              | 21"72              | 894.00             | Nazareno Sacchetto G.S. Fiamme Oro Padova                                                         | 21"72              |                    |                    |
| 400 m                                                                                   | Lorenzo Benati Atl. Roma Acquacetosa                                                  | 46"30              | 1027.00            | Riccardo Meli A.S.D. C.U.S. Palermo                                                 | 46"78              | 996.00             | Matteo Raimondi Pro Sesto Atl.                                                                    | 47"98              | 923.00             |                    |
| 800 m                                                                                   | Masresha Costa Atl Brugnera PN Friulintagli                                           | 1'53"37            | 839.00             | Marco Aondio Atl. Lecco-Colombo Costruz.                                            | 1'53"61            | 832.00             | Niccolò Galimi Trieste Atletica                                                                   | 1'53"90            | 845.00             |                    |
| 1500 m                                                                                  | Gara non disputata                                                                    | Gara non disputata | Gara non disputata | Gara non disputata                                                                  | Gara non disputata | Gara non disputata | Gara non disputata                                                                                | Gara non disputata | Gara non disputata | Gara non disputata |
| 3000 m                                                                                  | Gara non disputata                                                                    | Gara non disputata | Gara non disputata | Gara non disputata                                                                  | Gara non disputata | Gara non disputata | Gara non disputata                                                                                | Gara non disputata | Gara non disputata | Gara non disputata |
| 5000 m                                                                                  | Gara non disputata                                                                    | Gara non disputata | Gara non disputata | Gara non disputata                                                                  | Gara non disputata | Gara non disputata | Gara non disputata                                                                                | Gara non disputata | Gara non disputata | Gara non disputata |
| Marcia 10 000 m                                                                         | Gara non disputata                                                                    | Gara non disputata | Gara non disputata | Gara non disputata                                                                  | Gara non disputata | Gara non disputata | Gara non disputata                                                                                | Gara non disputata | Gara non disputata | Gara non disputata |
| Corse a ostacoli                                                                        |                                                                                       |                    |                    |                                                                                     |                    |                    |                                                                                                   |                    |                    |                    |
| 110 m hs                                                                                | Lorenzo Ndele Simonelli C.S. Esercito                                                 | 13"67 (-1,2 m/s)   |                    | Franck Brice Koua Cus Pro Patria Milano                                             | 14"10              | 938.00             | Samuele Maffezzoni Atl. Bergamo 1959 Oriocenter                                                   | 14"19              | 928.00             |                    |
| 400 m hs                                                                                | Michele Bertoldo Atl. Vicentina                                                       | 52"47              | 927.00             | Alberto Montanari Academy Ravenna Athletics                                         | 53"05              | 903.00             | Lorenzo Cesena Atl. Piacenza                                                                      | 53"33              | 892.00             |                    |
| 3000 m siepi (H 91)                                                                     | Gara non disputata                                                                    | Gara non disputata | Gara non disputata | Gara non disputata                                                                  | Gara non disputata | Gara non disputata | Gara non disputata                                                                                | Gara non disputata | Gara non disputata | Gara non disputata |
| Staffette                                                                               |                                                                                       |                    |                    |                                                                                     |                    |                    |                                                                                                   |                    |                    |                    |
| Staffetta 4×100 m                                                                       | Atletica Vicentina Carlo Santacà Massimo Avitabile Lorenzo Frivoli Abdou Nourou Guene | 41"51              | 946.00             | Pro Sesto Atl. Pietro Monolo Giovanni Rolfi Christian Previtali Matteo Raimondi     | 41"87              | 927.00             | Atl.Stud. Rieti Andrea Milardi Riccardo Giordano Michele Esposito Leonardo Vitullo Joseph Twumasi | 42"22              | 909.00             |                    |
| Staffetta 4×400 m                                                                       | Atletica Vicentina Pietro Marangon Lorenzo Frivoli Massimo Avitabile Michele Bertoldo | 3'17"88            | 922.00             | Pro Sesto Atl. Francesco Gargantini Matteo Roda Christian Previtali Matteo Raimondi | 3'18"32            | 917.00             | Atl.Stud. Rieti Andrea Milardi Omar Khalil Massimo Flamigni Luca Spizzichino Michele Esposito     | 3'20"31            | 895.00             |                    |
| Salti                                                                                   |                                                                                       |                    |                    |                                                                                     |                    |                    |                                                                                                   |                    |                    |                    |
| Salto in alto                                                                           | Massimiliano Luiu Pol Lib Atl Sassari                                                 | 2,05 m             | 881.00             | Mory Diop Atl. Lecco-Colombo Costruz.                                               | 2,05 m             | 881.00             | Simone Dal Zilio Atl Brugnera PN Friulintagli                                                     | 2,05 m             | 881.00             |                    |
| Salto con l'asta                                                                        | Ivan De Angelis GA Fiamme Gialle                                                      | 5,00 m             |                    | Matteo Oliveri U.S. Maurina Olio Carli                                              | 4,85 m             | 909.00             | Francesco Pugno S.A.F. Atletica Piemonte A.S.D.                                                   | 4,75 m             | 889.00             |                    |
| Salto in lungo                                                                          | Jacopo Quarratesi Atletica Livorno                                                    | 7,42 m (0,0 m/s)   | 946.00             | Destiny Nkeonye Athletic Club 96 Alperia Equiparato                                 | 7,32 m (+1,0 m/s)  | 929.00             | Carlo Santaca' Atl. Vicentina                                                                     | 7,22 m (+1,7 m/s)  | 911.00             |                    |
| Salto triplo                                                                            | Enrico Montanari Academy Ravenna Athletics                                            | 15,67 m (-0,1 m/s) | 949.00             | Abdul Majeed Omar Atletica Firenze Marathon S.S.                                    | 15,33 m (-0,1 m/s) | 914.00             | Nicola Pozza Atl. Vicentina                                                                       | 15,10 m (-0,6 m/s) | 891.00             |                    |
| Lanci                                                                                   |                                                                                       |                    |                    |                                                                                     |                    |                    |                                                                                                   |                    |                    |                    |
| Getto del peso                                                                          | Carmelo Alessandro Musci GA Fiamme Gialle Atl. Aden Exprivia Molfetta                 | 20,32 m            | 1037.00            | Riccardo Ferrara A.S.D. C.U.S. Palermo                                              | 19,09 m            | 985.00             | Gabriele Castagna Cus Pro Patria Milano                                                           | 16,27 m            | 847.00             |                    |
| Lancio del disco                                                                        | Carmelo Alessandro Musci GA Fiamme Gialle Atl. Aden Exprivia Molfetta                 | 62,89 m            | 1020.00            | Enrico Saccomano Atletica Malignani Libertas UD                                     | 58,41 m            | 972.00             | Riccardo Ferrara A.S.D. C.U.S. Palermo                                                            | 55,78 m            | 920.00             |                    |
| Lancio del martello                                                                     | Gregorio Giorgis Atl. Lib. Città Di Castello                                          | 67,76 m            | 928.00             | Davide Costa A.S.D. C.U.S. GENOVA                                                   | 65,96 m            | 910.00             | Luca Ballabio Atl. Mariano Comense                                                                | 62,72 m            | 876.00             |                    |
| Lancio del giavellotto                                                                  | Jhonatam Maullu Dinamica Sardegna ASD                                                 | 71,53 m            | 1000.00            | Giovanni Frattini A.S. La Fratellanza 1874                                          | 70,47 m            | 987.00             | Michele Fina Atl Brugnera PN Friulintagli                                                         | 70,23 m            | 984.00             |                    |
| record dei campionati; record nazionale; record personale; record personale stagionale. |                                                                                       |                    |                    |                                                                                     |                    |                    |                                                                                                   |                    |                    |                    |

### Donne
| Specialità                                                                              | Oro                                                                                              | Prestazione        | Punti              | Argento                                                                                   | Prestazione        | Punti              | Bronzo                                                                                             | Prestazione        | Punti              |                    |
| Corse                                                                                   |                                                                                                  |                    |                    |                                                                                           |                    |                    | |                    |                    |                    |
| 100 m                                                                                   | Eleonora Ricci Atletica Cascina                                                                  | 11"81 (+0,4 m/s)   | 969.00             | Elisa Visentin Atl. Biotekna Marcon                                                       | 11"79              | 952.00             | Greta Rastelli Atl. Avis Macerata                                                                  | 12"01              | 927.00             |                    |
| 200 m                                                                                   | Dalia Kaddari G.S. Fiamme Oro Padova                                                             | 23"46 (-1,4 m/s)   |                    | Elisa Visentin Atl. Biotekna Marcon                                                       | 24"60              | 936.00             | Eleonora Ricci Atletica Cascina                                                                    | 24"69              | 932.00             |                    |
| 400 m                                                                                   | Laura Elena Rami C.U.S. BOLOGNA A.S.D.                                                           | 54"31              | 981.00             | Eleonora Foudraz Atletica Sandro Calvesi                                                  | 54"94              | 956.00             | Beatrice Zeli Pro Sesto Atl.                                                                       | 56"28              | 903.00             |                    |
| 800 m                                                                                   | Sophia Favalli Free-Zone                                                                         | 2'07"85            | 957.00             | Livia Caldarini Atl.Stud. Rieti Andrea Milardi                                            | 2'08"44            | 949.00             | Valentina Tomasi Atletica Malignani Libertas Udine                                                 | 2'13"83            | 882.00             |                    |
| 1500 m                                                                                  | Gara non disputata                                                                               | Gara non disputata | Gara non disputata | Gara non disputata                                                                        | Gara non disputata | Gara non disputata | Gara non disputata                                                                                 | Gara non disputata | Gara non disputata | Gara non disputata |
| 3000 m                                                                                  | Gara non disputata                                                                               | Gara non disputata | Gara non disputata | Gara non disputata                                                                        | Gara non disputata | Gara non disputata | Gara non disputata                                                                                 | Gara non disputata | Gara non disputata | Gara non disputata |
| 5000 m                                                                                  | Gara non disputata                                                                               | Gara non disputata | Gara non disputata | Gara non disputata                                                                        | Gara non disputata | Gara non disputata | Gara non disputata                                                                                 | Gara non disputata | Gara non disputata | Gara non disputata |
| Marcia 10 000 m                                                                         | Gara non disputata                                                                               | Gara non disputata | Gara non disputata | Gara non disputata                                                                        | Gara non disputata | Gara non disputata | Gara non disputata                                                                                 | Gara non disputata | Gara non disputata | Gara non disputata |
| Corse a ostacoli                                                                        |                                                                                                  |                    |                    |                                                                                           |                    |                    | |                    |                    |                    |
| 100 m hs                                                                                | Veronica Crida Atl. BS '50 Metallurg. S. Marco                                                   | 14"07 (-1,1 m/s)   | 949.00             | Elena Carraro Atl. BS '50 Metallurg. S. Marco                                             | 14"10              | 946.00             | Veronica Besana Atl. Lecco-Colombo Costruz.                                                        | 14"12              | 950.00             |                    |
| 400 m hs                                                                                | Angelica Ghergo Team Atletica Marche                                                             | 59"98              | 942.00             | Linda Moscatelli UISP Atletica Siena                                                      | 1'00"69            | 923.00             | Sofia Faggion Atletica Libertas SANP                                                               | 1'00"98            | 916.00             |                    |
| 3000 m siepi                                                                            | Gara non disputata                                                                               | Gara non disputata | Gara non disputata | Gara non disputata                                                                        | Gara non disputata | Gara non disputata | Gara non disputata                                                                                 | Gara non disputata | Gara non disputata | Gara non disputata |
| Staffette                                                                               |                                                                                                  |                    |                    |                                                                                           |                    |                    | |                    |                    |                    |
| Staffetta 4×100 m                                                                       | Assindustria Sport Padova Hope Eghonghon Esekheigbe Ilenia Carraro Elena Baccarin Veronica Zanon | 46"69              | 996.00             | Atl. Lecco-Colombo Costruz. Lisa Galluccio Clarissa Boleso Alessia Gatti Veronica Besana  | 47"40              | 965.00             | Bracco Atlet. Emma Manetti Alessandra Iezzi Alice Facchi Matilde Bacco                             | 48"07              | 935.00             |                    |
| Staffetta 4×400 m                                                                       | Pro Sesto Atl. Matilde Salaro Alice Narciso Marta De Vecchi Beatrice Zeli                        | 3'55"01            | 905.00             | A.S. La Fratellanza 1874 Irene Pini Francesca Vercalli Lisa Martignani Alessandra Morandi | 3'56"73            | 889.00             | Fiamme Gialle G. Simoni Sara El Sharaby Ezzat Elena Coppo Yasmin Michelle Scirocchi Federica Tozzi | 3'57"25            | 885.00             |                    |
| Salti                                                                                   |                                                                                                  |                    |                    |                                                                                           |                    |                    | |                    |                    |                    |
| Salto in alto                                                                           | Rebecca Pavan Assindustria Sport Padova                                                          | 1,83 m             | 980.00             | Idea Pieroni Atl. Virtus CR Lucca                                                         | 1,81 m             | 961.00             | Rebecca Mihalescul Atl. BS '50 Metallurg. S. Marco                                                 | 1,77 m             | 923.00             |                    |
| Salto con l'asta                                                                        | Giada Pozzato Fondazione M. Bentegodi                                                            | 3,90 m             | 979.00             | Nathalie Kofler ASV S.V. Lana - Raika BZ                                                  | 3,80 m             | 946.00             | Francesca Zafrani Atl. ARCS CUS Perugia                                                            | 3,70 m             | 912.00             |                    |
| Salto in lungo                                                                          | Larissa Iapichino Atletica Firenze Marathon S.S.                                                 | 6,60 m (+2,4 m/s)  | 1091.00            | Veronica Zanon Assindustria Sport Padova                                                  | 6,29 m (+0,2 m/s)  | 1010.00            | Veronica Crida Atl. BS '50 Metallurg. S. Marco                                                     | 6,16 m (+0,3 m/s)  | 975.00             |                    |
| Salto triplo                                                                            | Veronica Zanon Assindustria Sport Padova                                                         | 13,84 m (+1,8 m/s) | 1013.00            | Lucrezia Sartori G.A. Bassano                                                             | 13,07 m (+1,9 m/s) | 909.00             | Mame Diarra Sow Bergamo Stars Atletica                                                             | 12,96 m (+2,3 m/s) | 894.00             |                    |
| Lanci                                                                                   |                                                                                                  |                    |                    |                                                                                           |                    |                    | |                    |                    |                    |
| Getto del peso                                                                          | Ludovica Montanaro ASD Atletica Gran Sasso Teramo                                                | 13,17 m            | 841.00             | Anita Bartolini C.U.S. PARMA                                                              | 12,98 m            | 829.00             | Maya Caon Atl. Vicentina                                                                           | 12,96 m            | 828.00             |                    |
| Lancio del disco                                                                        | Diletta Fortuna C.S. Carabinieri Sez. Atletica Atl. Vicentina                                    | 48,57 m            | 927.00             | Gaia Ramatoulaye N'Diaye Cus Pro Patria Milano                                            | 43,23 m            | 829.00             | Emily Conte Atletica Riviera del Brenta                                                            | 42,89 m            | 823.00             |                    |
| Lancio del martello                                                                     | Emily Conte Atletica Riviera del Brenta                                                          | 54,20 m            | 917.00             | Laura Casadei Atletica Estense                                                            | 53,97 m            | 914.00             | Sara Zuccaro A. Atl. Fabriano                                                                      | 53,86 m            | 912.00             |                    |
| Lancio del giavellotto                                                                  | Federica Botter Atl Brugnera PN Friulintagli                                                     | 53,35 m            | 1013.00            | Margherita Regonaschi Atl. Virtus Castenedolo                                             | 47,11 m            | 945.00             | Margherita Randazzo Assindustria Sport Padova                                                      | 42,53 m            | 821.00             |                    |
| record dei campionati; record nazionale; record personale; record personale stagionale. |                                                                                                  |                    |                    |                                                                                           |                    |                    | |                    |                    |                    |

### Prove multiple

#### Individuale
| Specialità                                                                              | Oro                                         | Prestazione | Punti  | Argento                                         | Prestazione | Punti  | Bronzo                                  | Prestazione | Punti  |
| Decathlon (uomini)                                                                      | Yoro Menghi Ndiaye A.S. La Fratellanza 1874 | 6 942 p.    | 933.00 | Alessandro Sion S.A.F. Atletica Piemonte A.S.D. | 6 724 p.    | 903.00 | Simone Santini Sport Race S.S.D. A R.L. | 6 267 p.    | 842.00 |
| Eptathlon (donne)                                                                       | Marta Giaele Giovannini Atletica Livorno    | 5 397 p.    | 968.00 | Sara Chiaratti Atl. Libertas Unicusano Livorno  | 5 172 p.    | 928.00 | Elisa Tosetto Bracco Atletica           | 4 998 p.    | 897.00 |
| record dei campionati; record nazionale; record personale; record personale stagionale. |                                             |             |        |                                                 |             |        |                                         |             |        |

### Squadre
| Specialità                                                                              | Oro                             | Punti      | Argento                                   | Punti      | Bronzo          | Punti      |
| Uomini                                                                                  | Atl. Vicentina                  | 9 188,0 p. | A.S. La Fratellanza 1874                  | 8 949,0 p. | Pro Sesto Atl.  | 8 933,0 p. |
| Donne                                                                                   | Atl. BS '50 Metallurg. S. Marco | 9 726,0 p. | Atletica Studentesca Rieti Andrea Milardi | 9 382,0 p. | Bracco Atletica | 9 187,0 p. |
| record dei campionati; record nazionale; record personale; record personale stagionale. |                                 |            |                                           |            |                 |            |